# La Loi de l'homme
Pour le film parfois titré « La Loi de l'homme », voir L'Homme, la femme et le désir.
La Loi de l'homme est une pièce de théâtre, comédie en trois actes de Paul Hervieu, représentée pour la première fois à la Comédie-Française le 15 février 1897.

## Argument
- Acte I : Laure de Raguais obtient des preuves de la liaison qu'entretient son mari, le comte de Raguais, avec madame d'Orcieu. Ces preuves ne sont pourtant pas suffisantes pour qu'elle puisse obtenir, aux yeux de la Loi, le divorce. En menaçant son mari de faire éclater un scandale, elle obtient une séparation à l'amiable.
- Acte II : Cinq ans plus tard. Isabelle, la fille de Laure, s'éprend du fils de madame d'Orcieu, André. Cette idylle, favorisée par le père d'André, est combattue par le comte et madame d'Orcieu. Laure, qui n'est pas au courant, s'indigne quand sa fille lui demande son consentement et le lui refuse.
- Acte III : D'Orcieu, le père d'André, insiste auprès de Laure pour la faire changer d'avis. À bout d'argument, Laure finit par lui révéler la trahison de sa femme. D'Orcieu veut chasser sa femme, puis se laisse fléchir à condition que Laure retourne vivre auprès de son époux. Laure refuse dans un premier temps, puis cède pour favoriser le bonheur de sa fille.

## Distribution
| Acteurs et actrices ayant créé les rôles |                   |
| Personnage                               | Acteur ou actrice |
| Comte de Raguais                         | Charles Le Bargy  |
| d'Orcieu                                 | Louis Leloir      |
| Laure de Raguais                         | Julia Bartet      |